# Santpedor
Santpedor est une commune de la province de Barcelone, en Catalogne, en Espagne, de la comarque de Bages.
Elle est située au nord de Manresa, dans l'endroit le plus plat du Bages.

## Monuments
- Église romane Saint-Pierre
- Ermitage de saint François

## Personnalités célèbres
- Pep Guardiola, joueur puis entraîneur de football est né à Santpedor.
- Louis Sala-Molins, philosophe est né à Santpedor en 1935.
- Sandra Sangiao, chanteuse est née à Santpedor en 1988.
- Anna Maria Martínez Sagi, sportive et résistante, est décédée à Santpedor en 2000.